# 白宝乡
白宝乡，是中华人民共和国广西壮族自治区桂林市全州县下辖的一个乡镇级行政单位。

## 行政区划
白宝乡下辖以下地区：
白宝村、桐福村、梅莲村、霞头村、茅兰村、文甲庄村、磨头村、北山村和水晶坪村。